# Cleora herbuloti
Cleora herbuloti är en fjärilsart som beskrevs av Fletcher 1958. Cleora herbuloti ingår i släktet Cleora och familjen mätare. Inga underarter finns listade i Catalogue of Life.